# 速星神社
速星神社（はやほしじんじゃ）は、富山県富山市（旧越中國婦負郡）にある神社。式内社であり、旧社格は郷社。

## 歴史
婦負郡誌参照
第11代崇神天皇の時代（3世紀後半から4世紀前半の在位と考えられる）、この地に阿彦なる暴君が居て人民を苦しめた事から、朝廷から崇神天皇の皇子五十日足彦命が派遣され、この阿彦を成敗した。その皇子の御居城内に稲倉魂神を祭鎮した事から、当地ではこの神社を御門神社と称したとの説があります。
また、第４０代天武天皇（西暦673年から686年在位）の第三者皇子が越中に下向し、御門神社境内に宮室を修営して速星郷一帯を開墾し、当地に水が足りないことから池を掘って養水を得たので諏訪神を合祀しました。
この皇子が老齢となり佛教に傾倒した事から長沢地区に北叡山各願寺を開き、移り住みます。神社があるこの地は、臣井上某らに守らしめました。その後この地の名前が速星であった事から、神社の名称も速星神社となりましたが、神社のある速星一区の地名を『御門もしくは見角』と言っていました。

## 社名
江戸時代、所在地は婦負郡見角村に属したため、御門神社（みかどじんじゃ）と通称された。

## 祭神
- 五百箇磐石尊（いおついわむらのみこと）
- 倉稲魂神（うかのみたまのかみ）
- 諏訪神（すわのかみ）

## 交通アクセス
- JR高山本線 速星駅 徒歩約10分